# Reação em etapas
Uma reação em etapas é uma reação química com um ou mais intermediários de reação e desenvolvida em pelo menos duas reações elementares consecutivas.
A equação ("lei") de taxa de uma reação elementar é bastante simples. Por outro lado, quando se combina várias etapas elementares, a equação de taxa pode se tornar bastante complexa. Além disso, quando se fala de reações catalíticas, a difusão pode também limitar a reação. Em geral, porém, há um passo muito lento, que é a taxa determinante, ou seja, a reação não irá mais rápido do que a etapa com a taxa determinante ocorre.
Reações orgânicas, especialmente quado envolvendo catálise, são frequentemente em etapas. Por exemplo, uma típica reação enol consiste de ao menos estas etapas elementares:
1. Deprotonação próxima a (α a) carbonila: HC–C=O → C=C–O–
2. Ataque do enolato: Rδ+ + C=C–O– → R–C–C=O

Rδ+ é um receptor de elétrons, por exemplo, o carbono de uma carbonila (C=O). Uma base muito forte, usualmente um alcóxido, é necessário para a primeira etapa.
Intermediários de reação podem ser "aprisionados" em uma reação armadilha. Esta fornece a "marcha" (conjuno das etapas) natural da reação e a estrutura do intermediário. Por exemplo, superácidos foram usados para provar a existência de carbocátions.